# Saint-Symphorien-de-Marmagne
Saint-Symphorien-de-Marmagne é uma comuna francesa na região administrativa de Borgonha-Franco-Condado, no departamento Saône-et-Loire. Estende-se por uma área de 36,86 km². Em 2010 a comuna tinha 852 habitantes (densidade: 23,1 hab./km²).